# کولوی (روسیه)
کولوی (به لاتین: Kuloy) یک منطقهٔ مسکونی در استان آرخانگلسک در کشور روسیه است.